# Mária Telkes
Mária Telkes (12. december 1900 – 2. december 1995) var en ungarsk-amerikansk biofysiker og opfinder, der arbejdede med solenergiteknologier.
Telkes flyttede til USA i 1925 for at arbejde som biofysiker. Hun blev amerikansk statsborger i 1937 og begyndte at arbejde på Massachusetts Institute of Technology (MIT) i 1939 med henblik på at skabe praktiske anvendelser af solenergi.
Under Anden Verdenskrig udviklede hun en destillationsanordning, drevet af solenergi, som kunne udvinde ferskvand af saltvand. Denne blev taget i anvendelse i slutningen af krigen, og reddede livet for mange nedskudte flyvere og torpederede sømænd. Hendes mål var at skabe en version til landsbyboere i fattige og tørre områder.
Telkes blev ofte kaldt Soldronningen af sine kolleger, og regnes for en af grundlæggerne af solvarmelagringssystemer. Efter krigen blev hun lektor ved MIT.
I 1940'erne skabte hun og arkitekten Eleanor Raymond et af de første solopvarmede huse, Dover Sun House, som kunne lagre og frigive lagret solenergi. I 1953 skabte de en brugervenlig solovn.
I 1952 blev Telkes den første modtager af Society of Women Engineers Achievement Award. Hun blev tildelt en livstidsprisen fra National Academy of Sciences Building Research Advisory Board i 1977. Telkes registrerede i sin tid mere end 20 patenter.

## Tidligt liv og uddannelse
Telkes blev født i Budapest, Ungarn, i 1900 af Aladar og Mária Laban de Telkes. Hendes bedstefar Simon Telkes var fra en jødisk familie. I 1881 magyariserede hendes far familienavnet til Telkes. I 1883 konverterede han til den unitariske tro. I 1907 blev han ophøjet til den ungarske adel, med præfikset kelenföldi.
Mária Telke gik i folkeskole og gymnasiet i Budapest. Derefter studerede hun ved Eötvös Loránd Universitetet og dimitterede med en kandidatgrad i fysisk kemi i 1920 og en Ph.d. i 1924.

## Karriere
Telkes flyttede til USA i 1924, og besøgte en slægtning, som var den ungarske konsul i Cleveland, Ohio. Hun fik arbejde på Cleveland Clinic Foundation for at undersøge den energi, der produceres af levende organismer. Telkes forskede samtidig med at hun arbejdede hos fonden, og under ledelse af George Washington Crile opfandt de en fotoelektrisk mekanisme, der kunne optage hjernebølger. De skrev også bogen Phenomenon of Life sammen.
Telkes arbejdede derefter som fysiker på Westinghouse. Hun udviklede metallegeringer til termoelementer, der kunne omdanne varme til elektricitet.
Hun skrev til Massachusetts Institute of Technology om at arbejde i deres, på det tidspunkt, nye solenergiprogram, og blev ansat der i 1939 indtil 1953.

### Afsaltning
Under Anden Verdenskrig bemærkede den amerikanske regering Telkes' ekspertise, og rekrutterede hende til at tjene som civil rådgiver for Office of Scientific Research and Development (OSRD). Der udviklede hun en solcelledrevet afsaltningsanlæg og færdiggjorde en prototype i 1942. Den kom til at være en af hendes mest bemærkelsesværdige opfindelser, fordi den hjalp soldater med at få rent vand i vanskelige situationer og hjalp også med at løse vandproblemer på De amerikanske Jomfruøer. Dens første indsættelse blev dog forsinket til slutningen af krigen, fordi Hoyt C. Hottel gentagne gange genforhandlede fremstillingskontrakterne for maskinen.

### Varmelagring
Telkes identificerede termisk energilagring som det mest "kritiske problem", som designere af et brugbart solopvarmet hus ville stå overfor. Et af hendes specialer var faseskiftende materialer, der absorberer eller frigiver varme, når de skifter fra fast til flydende. Hun håbede at kunne bruge faseskiftende materialer som smeltede salte til at lagre termisk energi i aktive varmesystemer. Et af hendes foretrukne materialer var Glaubers salt (natriumsulfat).
Hottel, der var formand for solenergifonden ved MIT, støttede oprindeligt Telkes' tilgang. Han skrev, at "Dr. Telkes' bidrag kan gøre en stor forskel for resultatet af vores projekt". Han var dog både mindre interesseret i og mere skeptisk over for solenergi sammenlignet med Telkes. Telkes var ligesom projektets økonomiske støtte Godfrey Lowell Cabot en "ivrig tilhænger af solenergi". Der var personlighedssammenstød mellem Hottel og Telkes.
I 1946 forsøgte gruppen at bruge Glaubers salt i designet af deres andet solenergihus. Hottel og andre gav Telkes skylden for problemer med materialet. På trods af støtte fra universitetspræsident Karl Compton, blev Telkes omplaceret til metallurgiafdelingen, hvor hun fortsatte sit arbejde med termoelementer. Selvom hun ikke længere var involveret i MIT-solfonden, ville Cabot gerne have, at hun vendte tilbage. Han opfordrede hende til at fortsætte med at arbejde på problemet selvstændigt.

### Dover Sun House
I 1948 begyndte Telkes at arbejde på Dover Sun House. Hun slog sig sammen med arkitekten Eleanor Raymond og projektet fandt finansiering fra filantropen og billedhuggeren Amelia Peabody. Systemet blev designet således, at saltet ville smelte i solen, fange varmen og derefter frigive den, når den afkøledes og hærdes.
Systemet fungerede ved at sollyset, når det passerede gennem glasvinduer, ville opvarme luften inde i termoglasset. Denne opvarmede luft passerede derefter gennem en metalplade ind i et andet luftrum. Derfra flyttede blæsere luften til et opbevaringsrum fyldt med saltet (natriumsulfat). Disse rum var mellem væggene og opvarmede huset, mens saltet afkøledes.
I de første to år fungerede huset succesfuldt, og det tiltrak både stor omtale og besøgende. Popular Science hyldede byggeriet som måske vigtigere, videnskabeligt, end atombomben. Ved den tredje vinter var der problemer med saltet: det var lagdelt i lag af væske og fast stof, og dets beholdere var korroderede og utætte. Ejerne fjernede solvarmesystemet fra deres hus og erstattede det med et oliefyr.
I 1953 opfordrede George Russell Harrison, dekan for videnskab ved MIT, til en revision af solenergifonden ved MIT på grund af bekymringer om fondens manglende produktivitet. Det resulterede i en rapport, der havde en tendens til at fremme Hottels synspunkter og nedværdigede både Cabot og Telkes. Efter rapportens udgivelse blev Telkes blev fyret af MIT i 1953.

### Solcelledrevet ovn
Fra 1953 arbejdede Telkes på New York University College of Engineering, hvor hun fortsatte med at forske i anvendelsen af solenergi. Telkes modtog blandt andet et tilskud fra Ford Foundation på $45.000 til at udvikle en solcelledrevet ovn, så folk, der mangler teknologien rundt om i verden, ville være i stand til at opvarme ting. De to hovedkriterier for dette projekt var: Ovntemperaturen skulle være så høj som 175° C, og den skulle være nem at bruge.
Telkes tilbragte flere år i industrien. Oprindeligt var hun direktør for solenergi hos Curtiss-Wright Company . Dernæst arbejdede hun på materialer til brug under ekstreme forhold, såsom rummet, på Cryo-Therm (1961-1963). Dette arbejde omfattede at hjælpe med at udvikle materialer til brug i Apollo-missionen og Polaris-missiler. Derefter arbejdede hun som direktør for solenergi hos Melpar, Inc. (1963-1969). 
I 1969 sluttede Telkes sig til Institute of Energy Conversion ved University of Delaware. Hun begyndte at studere el-producerende solceller. I 1971 var hun med til at bygge det første hus til at generere både varme og elektricitet fra solen.
I 1981 hjalp hun det amerikanske energiministerium med at udvikle og bygge det første fuldt solcelledrevne hjem, Carlisle House i Carlisle, Massachusetts.
I 1964 talte hun ved den første internationale konference for kvindelige ingeniører og videnskabsmænd i New York.
| Citat | “It is the things supposed to be impossible that interest me. I like to do things they say cannot be done.” Mária Telkes, 1942. | Citat |
|       | |       |

## Priser, udmærkelser, hædersbevisninger
Telkes modtog flere anerkendelser for sit arbejde.
- 1945 – OSRD fortjenstbevis for afsaltningsenheden [13]
- 1952 - Indledende Society of Women Engineers Achievement Award [10]
- 1977 - Charles Greeley Abbot Award, American Solar Energy Society [10]
- 2012 – Optagelse i National Inventors Hall of Fame [21]

Asteroiden 390743 Telkesmária er navngivet efter hende.
Telkes' arbejde blev anerkendt i en Google Doodle den 12. december 2022.
Telkes er emnet for dokumentarfilmen The Sun Queen, der første gang blev sendt på American Experience den 4. april 2023.

## Papirer
Telkes' papirer befinder sig i samlingerne på Arizona State University Library, Design and the Arts Special Collections, i Tempe, Arizona.